# Дитюк Василь Кузьмич
Василь Кузьмич Дитюк (1918–1984) — полковник Радянської Армії, учасник Другої світової війни, Герой Радянського Союзу (1945).

## Біографія
Василь Дитюк народився 2 березня 1918 року в селі Салтикова Девиця (нині — Куликівський район Чернігівської області України) у селянській родині. Закінчив сім класів неповної середньої школи та курси механізаторів, після чого працював у колгоспі. У 1938 році Дитюк був призваний на службу в Робітничо-селянську Червону Армію. З лютого 1942 — на фронтах Німецько-радянської війни. 1943 року він закінчив Горьківське танкове училище. Брав участь у боях на Північно-Західному, 1-му та 2-му Українському, 1-му Білоруському фронтах. До січня 1945 року гвардії лейтенант Василь Дитюк командував танковим взводом 66-ї гвардійської танкової бригади 12-го гвардійського танкового корпусу 2-ї гвардійської танкової армії 1-го Білоруського фронту. Відзначився під час визволення Польщі.
У період з 15 січня до 1 лютого 1945 року взвод Дитюка пройшов з боями близько шестисот кілометрів, завдавши великих втрат військам противника. 24 січня 1945 під час бою за Чарнкув взвод брав активну участь у захопленні переправи через річку Нотець і торгової пристані, на якій розташовувалися військові склади.
Указом Президії Верховної Ради СРСР від 24 березня 1945 року за «мужність і героїзм, виявлені в боях за міста Іновроцлав і Чарнкув» гвардії лейтенант Василь був удостоєний високого звання Героя Радянського Союзу з врученням ордена Леніна та медалі.
Після закінчення війни Дитюк продовжив службу у Радянській Армії. У 1951 році закінчив Вищу бронетанкову школу. У 1961 році у званні полковника він був звільнений у запас. Проживав у Черкасах, працював начальником штабу цивільної оборони машинобудівного заводу імені Петровського. Помер 22 червня 1984 року, похований у Черкасах.
Був також нагороджений орденами Червоного Прапора, Вітчизняної війни 2-го ступеня, Дружби народів, двома орденами Червоної Зірки, поряд медалей.